# Canonsburg
Canonsburg est une ville américaine, située dans le comté de Washington en Pennsylvanie et localisée à 29 km au sud-ouest de Pittsburgh.

## Géographie
Canonsburg est une ville voisine de la commune de Washington, en Pennsylvanie, située à 29 km (18 miles) au sud ouest de Pittsburgh. Sa superficie est de 6,0 km². Juste à l'est du centre urbain, on trouve un lac aménagé pour les loisirs : le Canonsburg Lake (en).

### Transports
Canonsburg est desservie par une route qui traverse plusieurs États ainsi que par plusieurs voies ferrées qui traversent la ville.
Le service ferroviaire est le Pittsburgh and Ohio Central Railroad (en).

## Histoire
Canonsburg fut créé par le colonel John Canon (en) en 1789. Son incorporation aux États-Unis date de 1802.
Autrefois, la région possédait de riches ressources de charbon. C'est donc dans les mines de charbons et d'acier que la population ouvrière travaillait. La route qui reliait autrefois les mines de Canon à la ville de Pittsburgh, anciennement appelée aussi Fort Dunmore, existe encore en partie. Pitt Street est donc l'ancien axe de desserte de la localité, abandonné au profit de voies plus directes.
Les archives révèlent que nombre des participants à la Whiskey Rebellion de juillet 1794 étaient des résidents de l'actuel comté de Washington, incluant Canonsburg. On pense d'ailleurs que les insurrectionnels se réunissaient à Canonsburg, dans la Taverne du Cheval Noir (Black Horse Tavern). En revanche, les archives ne font pas mention de l'implication des habitants de Canonsburg dans les actes de violence qui ont eu cours à cette période.
La ville a accueilli la première institution d'enseignement supérieur à l'ouest des monts Allegheny, l'Université de Jefferson. Fondée en 1802, il s'agissait de la onzième institution du type aux  États-Unis. Deux importantes fraternités étudiantes ont vu le jour au sein de cette université : Phi Gamma Delta et Phi Kappa Psi, Phi Gamma Delta en 1848 avec pour président Calvin Coolidge, et Phi Kappa Psi en 1852 avec pour président Woodrow Wilson et plus de 100 membres issus du Congrès des États-Unis. L'école est devenue par la suite l'Université de Washington & Jefferson (en).
Durant des générations, la ville s'est financièrement reposée sur cette université qui constituait la part la plus importante de ses revenus. Cependant, en 1868 l'université a été déménagée dans la banlieue proche de Washington, laissant ses salles de classe et ses bureaux désaffectés, que l'on appelle maintenant les " forts ". Avec cette fuite de la source majeure de revenus de Cannonsburg, il faudra attendre la création du réseau ferroviaire pour voir à nouveau la ville prospérer.
Le réseau ferroviaire, reliant Mansfield (Carnegie) à Washington (Pennsylvanie) (Voir: Chartiers Branch), fut parfaitement opérationnel à partir de mai 1871. Le premier train, avec ses 12 wagons tirés par deux locomotives, prit son départ de Washington, transportant des personnalités politiques, notamment les maires de Pittsburg et Allegheny, le comité d'organisation, ainsi qu'un groupe de musique (le Rankin’s Cornet Band) et un certain nombre de personnalités invitées à se joindre à l'excursion. En bifurquant sur les rails fraichement posés, le train traversa des stations bondées de spectateurs venus acclamer l'innovation. À Canonsburg spécialement, une foule de supporters attendait et de nombreuses personnes embarquèrent pour le périple à destination de Washington. Une série de discours prononcés à la mairie vinrent conclure cette inauguration, qualifiée de " grand succès" par l'édition du Washington Reporter.
En 1903, la compagnie ferroviaire de Washington et Canonsburg créa une ligne pour relier les deux villes. D'abord rachetée par la compagnie de Philadelphie, cette section ferroviaire intégra finalement la compagnie de Pittsburgh (Pittsburgh Railways (en)) et son réseau interurbain en 1909. La ligne fut fermée en 1953. Les trois derniers wagons furent transférés au Musée du train (Pennsylvania Trolley Museum (en)) en 1954, peu avant que les rails soient définitivement éliminés.

### "La ville la plus radioactive d'Amérique"
Entre 1911 et 1922, la Standard Chemical Company fit construire un centre d'étude de l'uranium qui couvre 77 000 m2 de terrain. De 1930 à 1942, la compagnie purifiait du minerai d'uranium. Marie Curie fut invitée aux États-Unis en 1921 où elle reçut un diplôme d'honneur de l'Université de Pittsburgh, et un gramme d'uranium.
De 1942 à 1957, la compagnie Vitro Manufacturing raffinait, entre autres, de l'uranium et d'autres métaux rares provenant de divers minerais et résidus de matériaux, du minerai d'uranium appartenant au gouvernement. Le gouvernement rachetait alors à la compagnie Vitro le minerai d'uranium raffiné et l'utilisait pour le Projet Manhattan. Les déchets issus de l'extraction et des différents processus métallurgiques se sont accumulés depuis les débuts de la longue histoire du site. Entre 1956 et 1957, environ 11 600 tonnes de déchets ont été transportés près de Blairsville. Après la fermeture de la compagnie Vitro, le site fut exploité par la Commission américaine de l'énergie nucléaire avant de devenir un site d'exploitation d'argile pour l'industrie potière.
En 1978, le site a été désigné comme zone radioactive sous contrôle et une action de nettoyage du sous-sol a été entreprise par les services publics. Avec un budget de 48 millions $, ce projet a traité le site de la centrale et 163 propriétés voisines. Enfin, la radioactivité résiduelle a été endiguée par une barrière d'argile qui assure l'imperméabilité de la parcelle.

## Population et société

### Démographie
En 1910, la population de Canonsburg était de 5 588 habitants; en 1920, elle atteignait le nombre de 10 632 habitants; en 1940, elle comptait 12 599 habitants. Enfin, en l'an 2000, la population compte 8 607 habitants.
Lors de ce dernier recensement, les caractéristiques de population suivantes ont été recensées : 
- Une densité de population de 3703.5 personnes pour 1 432,4 /km2 (square mile)soit une moyenne de 1 783,1/689,7/km².
- Une distribution raciale de 91,01 % de type européen, 6,53 % d'Afro-Américains, 0,06 % d'Américain natifs, 0,72 % de type hispanique ou latino, 0,64 % d'asiatiques, 0,08 % de type des îles pacifiques, 0,19 % d'autres types et enfin 1,50 % de deux races ou plus.
- Une composition des foyers qui comptait alors 23,6 % de foyers avec enfants de moins de 18 ans, 43,6 % de couples mariés, 12,8 % de mères de famille vivant seule, 40,0 % célibataires sans enfants. À noter que 17,2 % des foyers hébergeaient au moins une personne âgée de 65 ans ou plus.
- Une répartition démographique, par tranche d'âge, composée de 20,3 % de moins de 18 ans, 7,1 % entre 18 et 24 ans, 28,2 % entre 25 et 44 ans, 22,9 % entre 45 et 64 ans, 21,5 % de 65 ans et plus. L'âge moyen étant de 42 ans.
- Le revenu moyen des foyers en 2000 était de 42 793 $ par famille en considérant que le salaire moyen d'un homme environnait les 32,5 $ contre 22,5 $ pour une femme. Environ 5,8 % des familles et 8,9 % de la population totale se situait alors en dessous de niveau de pauvreté. Parmi ceux-là, 14,5 % étaient âgés de moins de 18 ans et 6,6 % de 65 ans et plus.

### Personnalités liées à Canonsburg
En musique

Les chanteurs Perry Como et Bobby Vinton sont originaires de Canonsburg.
De plus, la ville a été le berceau du groupe The Four Coins (en), groupe populaire des années 1950 et 1960.
Depuis mars 2012 le rappeur Wiz Khalifa et le mannequin Amber Rose y ont emménagé dans une résidence.

En sport

William Schmidt, médaillé de bronze de lancer du javelot lors des Jeux olympiques d'été de 1972 à Munich est lui aussi originaire de Canonsburg.

En médecine

Jonathan Letterman (en) (1824-1872), considéré comme le Père de la médecine de guerre, exercée au cours de la Guerre de Sécession, est né à Canonsburg.

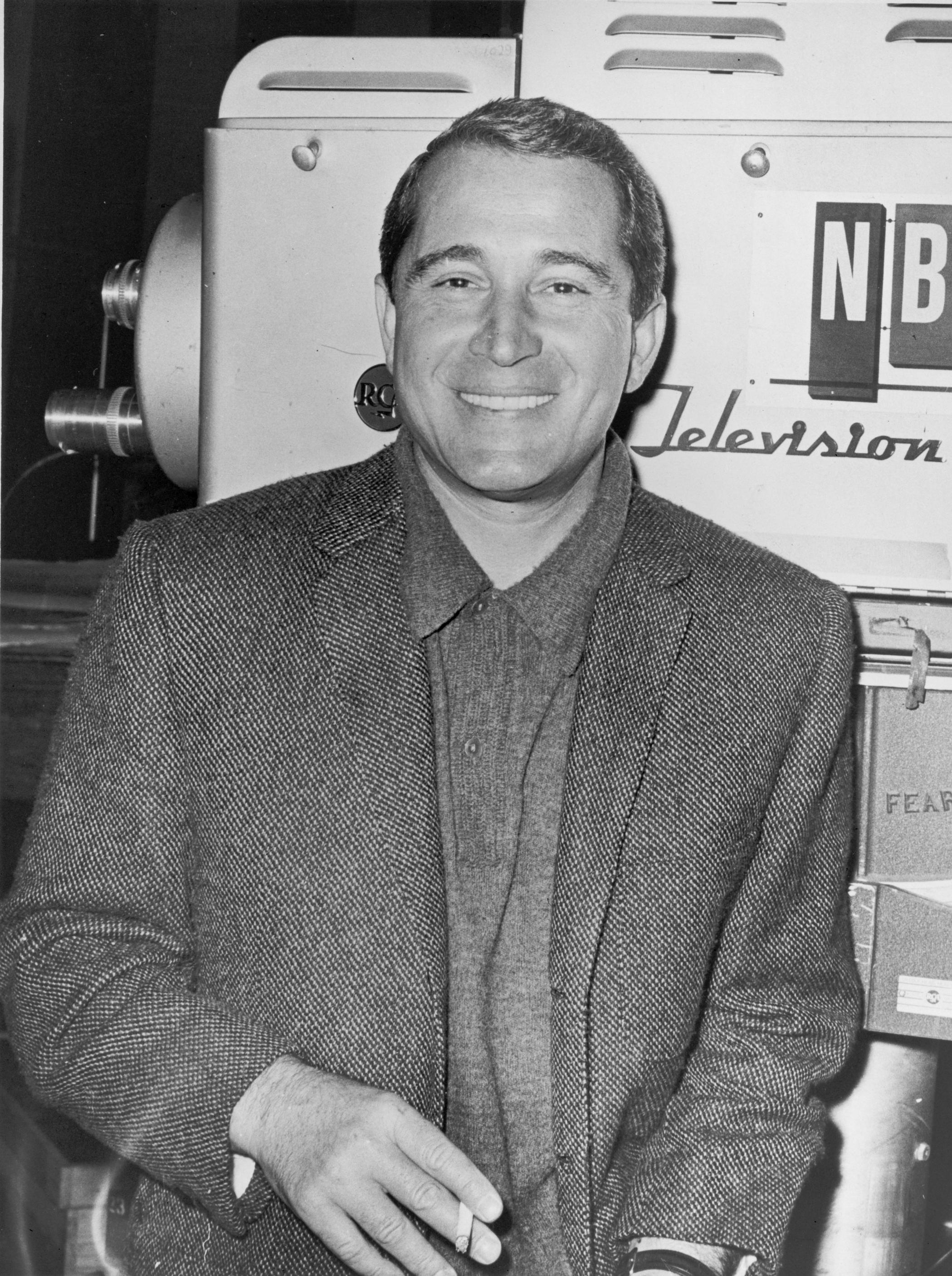
Perry Como
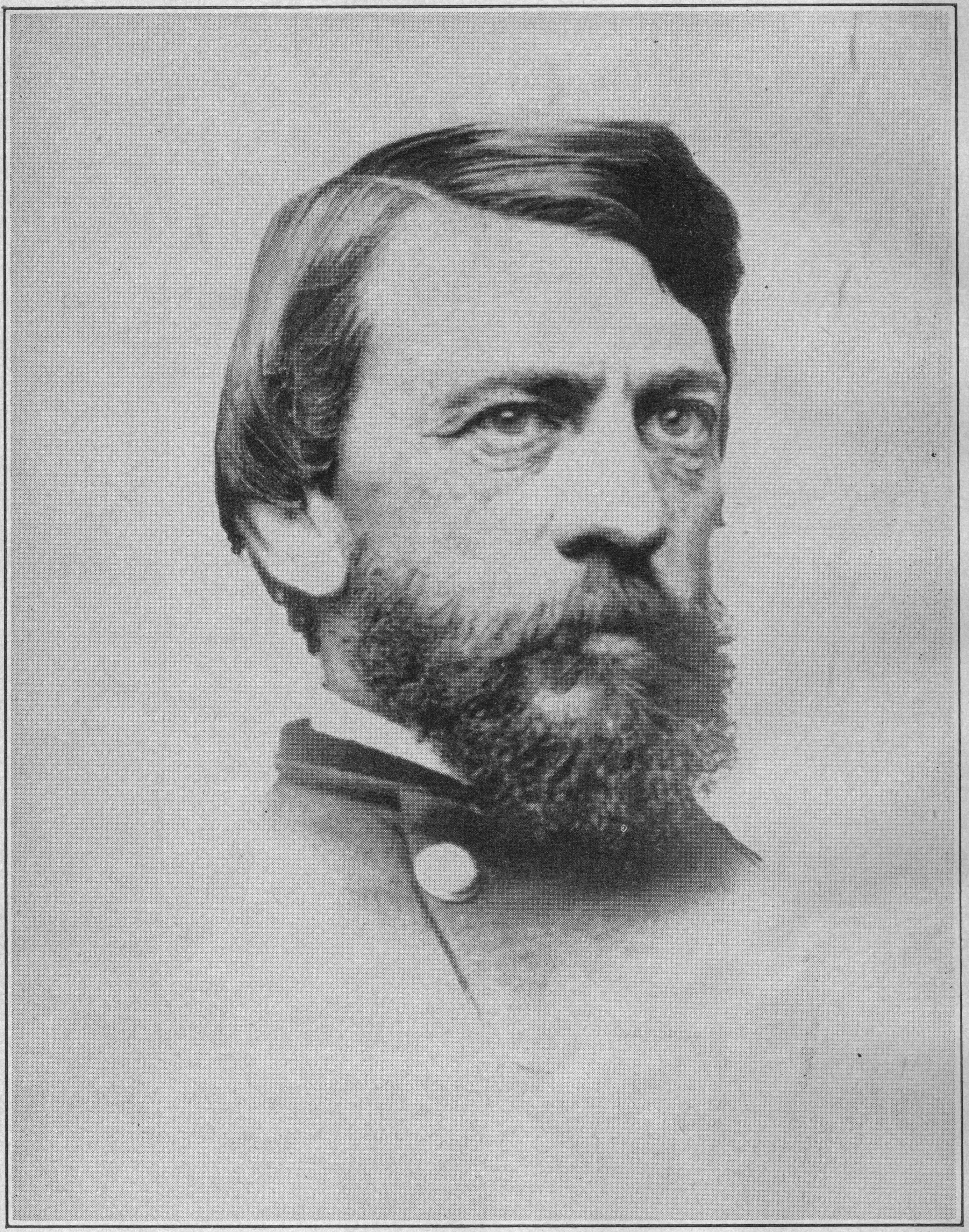
Jonathan Letterman

### Culture
Canonsburg accueille chaque année l'Oktoberfest. Elle est également le théâtre de la seconde parade la plus importante de Pennsylvanie (juste après Philadelphie) à l'occasion du Jour de l'Indépendance.

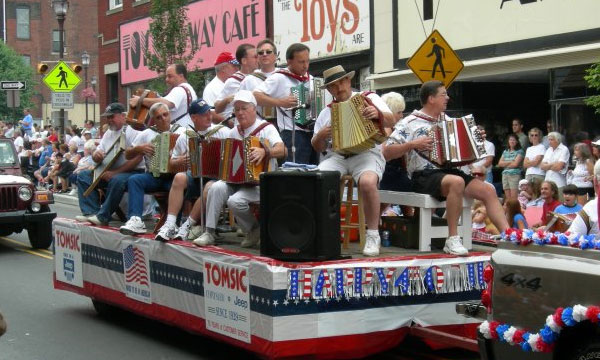
Parade du 4 juillet 2007, à Canonsburg

Bien que ne comptant que 8 607 habitants, l'évènement accueille en général de 50 000 à 60 000 participants.
Le défilé prend son départ à Morganza Road pour se diriger vers l'ouest de la ville en déferlant le long de Pike Street sur une distance de plus de 2 km.
Le défilé commence à 10 heures le jour du 4 juillet. Parmi les acteurs de cette manifestation on compte des écoles de musique et autres fanfares venant du Comté de Washington et de la région métropolitaine de Pittsburgh, des équipes de sport locales et des majorettes de tout âge. Les premiers secours et les pompiers côtoient les unicyclistes, jongleurs, joueurs de cornemuses et groupes de Polka. Et encore, diverses chorales, des vétérans de guerre membres du VFW, des personnalités politiques locales et le maire de Canonsburg. Quelques-uns lancent des bonbons à la volée pour les enfants qui défilent, d'autres font passer des bouteilles d'eau.
Après la parade, les festivités se prolongent toute la journée avec des banquets, des concerts, des spectacles donnés dans le parc municipal et des divertissements familiaux. Cette journée se clôture avec un feu d'artifice lancé aux abords du Canon-McMillan Memorial Stadium.
Ce défilé est certainement plus connu, à un niveau régional, pour sa tradition qui perdure depuis longtemps : celle de réserver sa place assise, quelquefois une semaine, voire plus, avant la manifestation. Chacun installe sa chaise, son banc ou sa chaise longue le long du parcours emprunté par la parade. Cette habitude a provoqué une controverse opposant les résidents aux commerçants, qui se plaignaient de la gêne occasionnée par cette prolifération de mobilier devant leurs portes. Malgré tout, cette tradition se poursuit encore aujourd'hui. Le rituel de la "chasse gardée de la place assise" a d'ailleurs attiré l'attention du CNN, de Jay Leno, et de David Letterman.

## Économie
La société ANSYS, éditeur de logiciels spécialisé en Simulation informatique a son siège à Canonsburg.

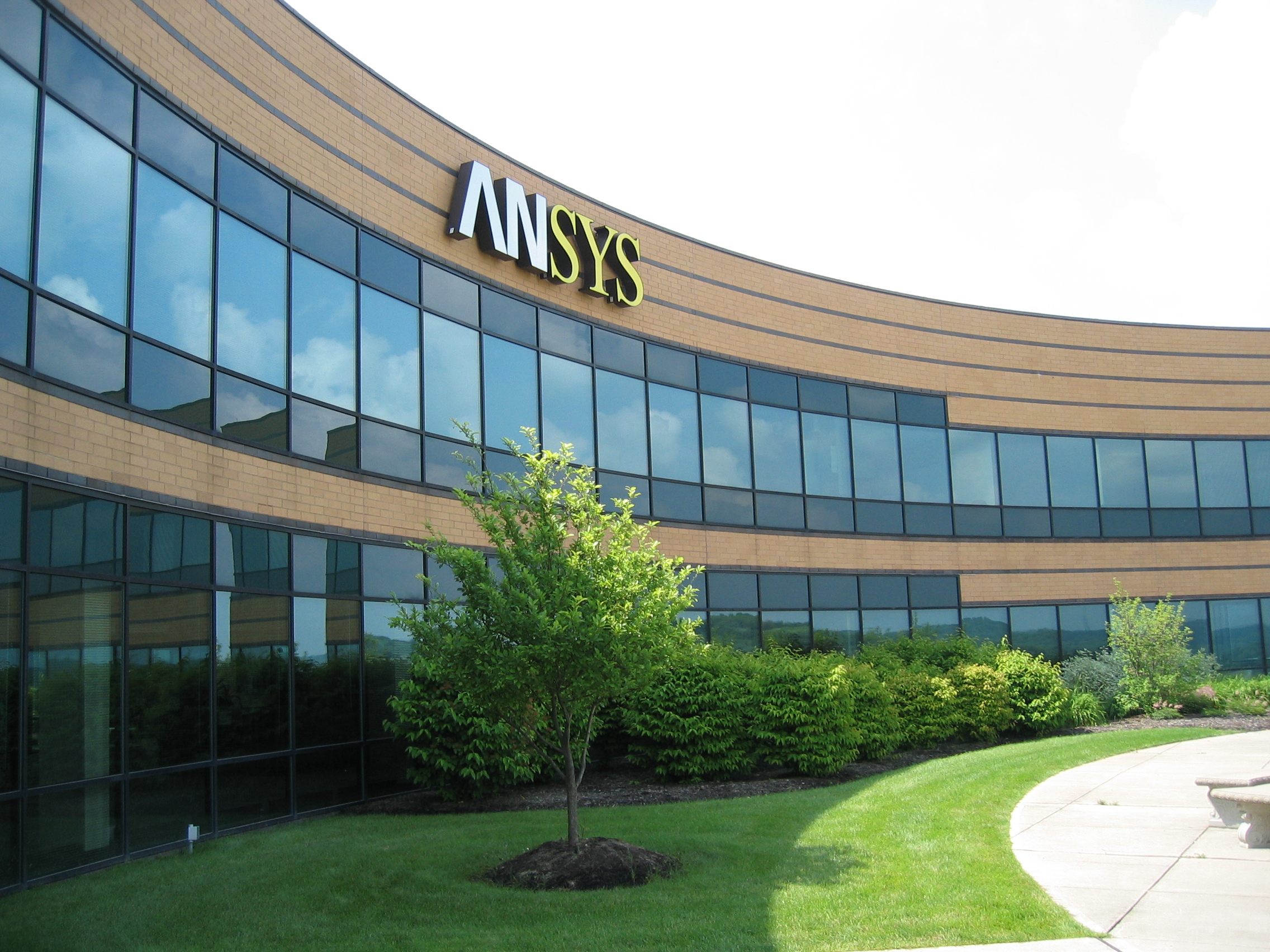
Siège de la société ANSYS à Canonsburg

## Religion
- Église Saint-Patrick (catholique)